# Törökország autópályái

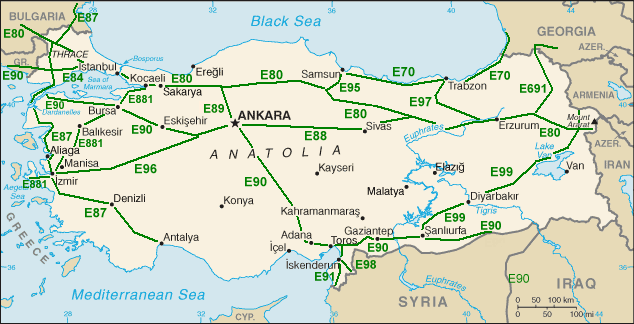
Törökország az európai úthálózatban

Törökország autópályáit és országútjait az 1950-ben létrehozott Autópálya-igazgatóság (Karayolları Genel Müdürlüğü) felügyeli. 2008-ban az országban 1987 kilométernyi autópálya és 31 333 km országút tartozott a felügyeletük alá (valamint 30 579 km úgynevezett tartományi út).

## Országutak
Törökországban az országutak számozása a fekvésük szerint:
- D-0XX, D-1XX, D-2XX, D-3XX, D-4XX: Nyugat–keleti irányú utak
- D-5XX, D-6XX, D-7XX, D-8XX, D-9XX: Észak–dél irányú utak

### Nyugat–kelet
- D-100: Edirne – Lüleburgaz – Isztambul – Gebze – Kocaeli – Adapazarı – Düzce – Bolu – Gerede – Ilgaz – Merzifon – Amasya – Niksar – Erzincan – Erzurum – Ağrı – Doğubeyazıt – Gürbulak
- D-200: Çanakkale – Bandırma – Bursa – Eskişehir – Sivrihisar – Ankara – Kırıkkale – Yozgat – Sivas – Erzincan
- D-300: Çeşme – İzmir – Salihli – Uşak – Afyon – Akşehir – Konya – Aksaray – Nevşehir – Kayseri – Pınarbaşı – Gürün – Malatya – Elazığ – Bingöl – Muş – Bitlis – Van
- D-400: Datça – Fethiye – Antalya – Alanya – Anamur – Mersin – Adana – Gaziantep – Şanlıurfa – Şırnak – Hakkari

### Észak–dél
- D-550: Edirne – Çanakkale – Edremit – İzmir – Aydın – Muğla
- D-650: Karasu – Sakarya – Bilecik – Kütahya – Afyon – Sandıklı – Burdur – Antalya
- D-750: Zonguldak – Gerede – Ankara – Aksaray – Pozantı – Tarsus
- D-850: Ünye – Tokat – Sivas – Malatya – Gaziantep – Kilis
- D-950: Hopa – Artvin – Erzurum – Bingöl – Diyarbakır – Mardin

## Autópályák

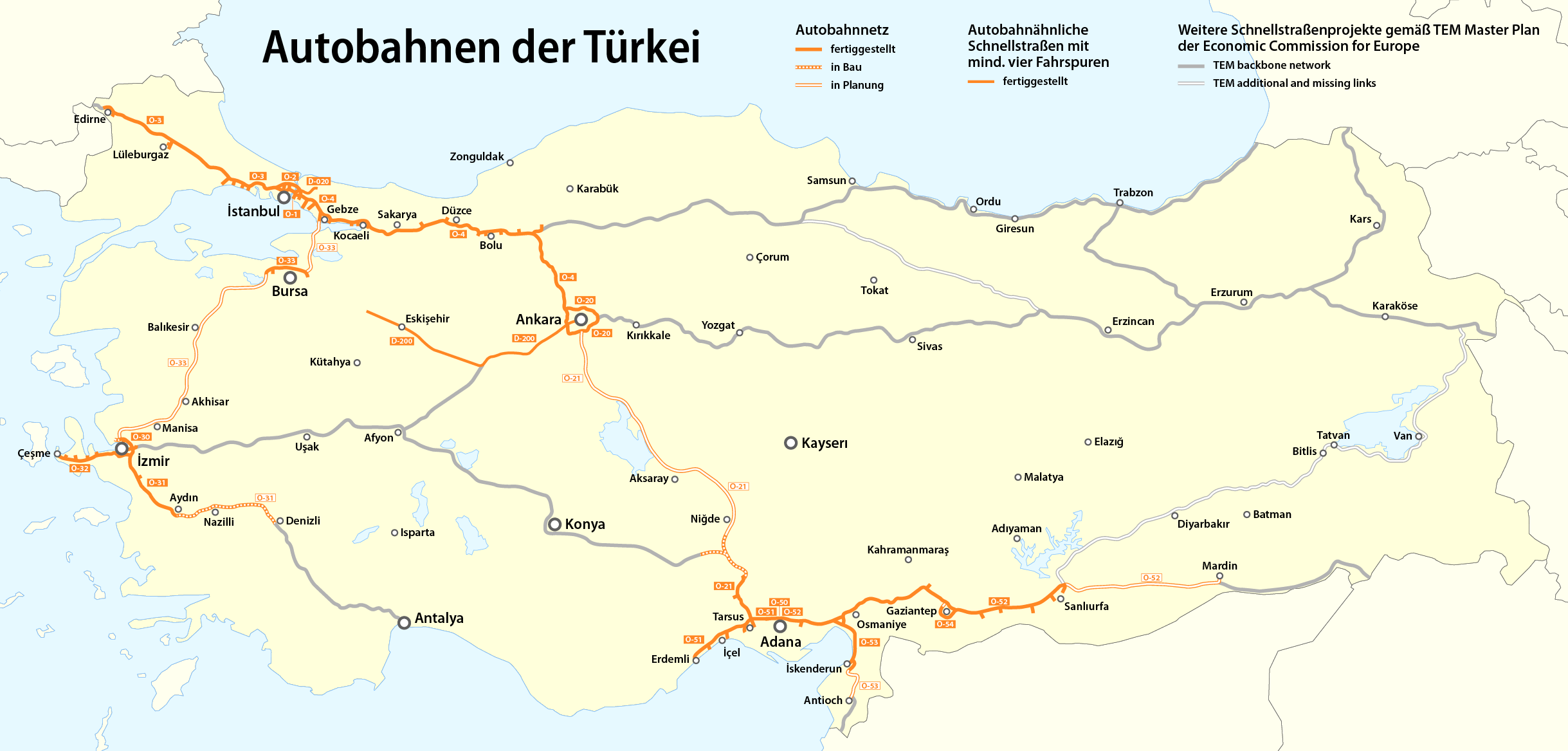

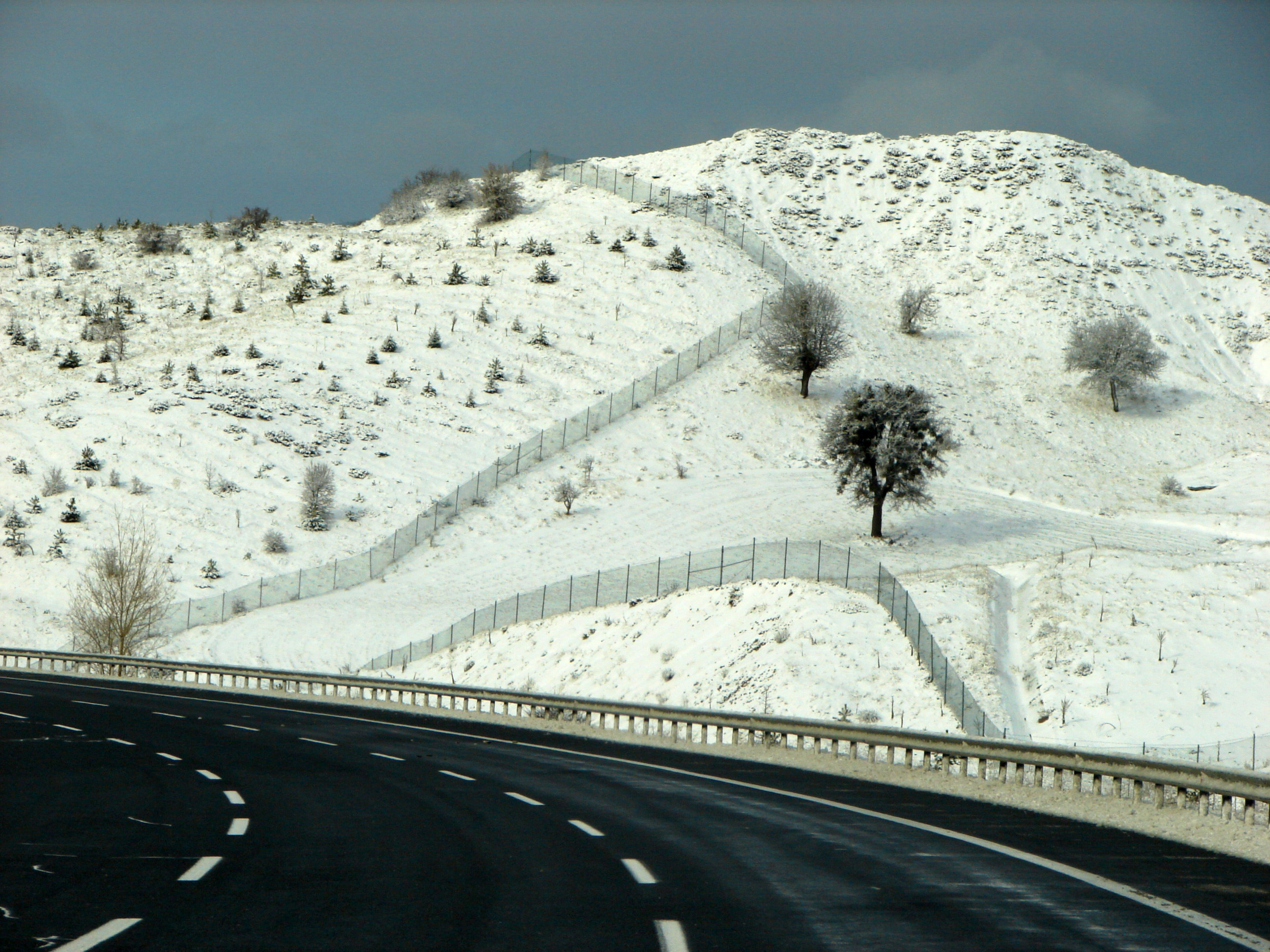
Az O-4-es (Ankara–Isztambul) autópálya Ankara közelében

Az autópályák (otoyol) számozása regionális:
- O1 - O9 : Marmara
- O20 - O29 : Közép-Anatólia
- O30 - O39 : Ege
- O50 - O59 : Akdeniz és Délkelet-Anatólia

### O1 – O9
- O-1: İstanbul Çevreyolu: Isztambul, belső körgyűrű
- O-2: İstanbul Çevreyolu: Isztambul, külső körgyűrű
- O-3: Edirne–Isztambul
- O-4: Isztambul–Ankara

### O20 – O29
- O-20: Ankara Çevreyolu: Ankara, körgyűrű
- O-21: Adana–Ankara: építés alatt

### O30 – O39
- O-30: İzmir Çevreyolu: İzmir, körgyűrű
- O-31: İzmir‑Aydın
- O-32: İzmir‑Çeşme
- O-33: Bursa Çevreyolu: Bursa, körgyűrű

### O50 – O59
- O-50: Adana
- O-51: Mersin–Osmaniye
- O-52: Adana–Gaziantep
- O-53: Osmaniye–İskenderun
- O-54: Gaziantep Çevreyolu: Gaziantep körgyűrű